# توومی
توومی (به لاتین: Tłumy) یک منطقهٔ مسکونی در لهستان است که در Gmina Mszczonów واقع شده‌است.